# Leptochiton medinae
Leptochiton medinae is een keverslakkensoort uit de familie van de Leptochitonidae. De wetenschappelijke naam van de soort is voor het eerst geldig gepubliceerd in 1899 door Plate.